# Daniel Gabriel Fahrenheit
Daniel Gabriel Fahrenheit (*Danzig (danas Gdanjsk), 24. svibnja 1686. – †Den Haag, 16. rujna 1736.), bio je njemački fizičar. 
Godine 1714. usavršio je termometar napunivši ga živom umjesto alkoholom. Fahrenheitova termometarska skala ima 180 stupnjeva, dok je po Celzijusu podijeljena na 100 stupnjeva (°). Ta se skala općenito upotrebljava u Sjedinjenim Američkim Državama i Engleskoj.

## Životopis
Daniel Gabriel Fahrenheit je rođen u Gdanjsku u Poljsko-litvanskoj zajednici 24. svibnja 1686. godine. Kršten je kao Daniel Gabriel. Fahrenheitovi su bili trgovačka obitelj koja se preselila iz grada hanzeatske lige u poljski grad. Fahrenheitov pradjed živio je u Rostocku, iako istraživanja sugeriraju da obitelj Fahrenheit potječe iz Hildesheima. Danielov djed, Reinhold Fahrenheit fom Knaiphof preselio se iz Knaiphofa (Königsberg) u Gdanjsk i stacionirao se tamo kao trgovac 1650. godine. Otac Daniela Gabriela Fahrenheita, Daniel (1656.-1701.) vjenčao se s Concordiom (1657.-1701., udovičko prezime Runge), kćeri iz poznate obitelji Schumann iz Gdanjska. Daniel Gabrijel bio je najstarije od petero djece Fahrenheitovih koji su preživjeli djetinjstvo (dva sina i tri kćeri). Nakon slučajne preuranjene smrti svojih roditelja, koji su umrli od otrovnih gljiva, Daniel Gabriel morao se obučavati za trgovinu u Rusiji. Međutim, njegovi interesi za prirodne znanosti prouzrokovali su da započne studij i eksperimentiranja na tom polju. Nakon putovanja Europom, 1717. godine zaustavio se u Haagu sa staklarskim zanatom, prodajući barometre, visinometre i termometre. Od 1718. godine, predavao je kemiju u Amsterdamu, a član Kraljevskog društva postao je 1724. godine. 
Farenheit je umro u Haagu 1736. godine.

## Fahrenheitova ljestvica
Kada je počeo sastavljati svoje prve termometre, koristio je alkohol kao punjenje. Kasnije je otkrio da se bolji rezultati postižu sa živom, pa je svoje toplomjere počeo puniti živom umjesto alkoholom. Kao pionir precizne termometrije (grana fizike koja se bavi metodama mjerenja temperature), postavio temelje za eru preciznog mjerenja temperature izumom staklenog živinog termometra (prvi naširoko korišten, praktičan, točan termometar) i Fahrenheitove ljestvice (prva standardizirana temperaturna ljestvica za široku upotrebu). Ova ljestvica se i danas koristi u nekim zemljama svijeta, uglavnom u SAD-u i na Jamajci. Mjerna jedinica Fahrenheit označava se s °F. Od ranih 1710-ih do zore elektroničkog doba, termometri punjeni živom bili su među najpouzdanijim i najpreciznijim termometrima ikada izumljenim.

## Poveznice
- Fahrenheitova temperaturna ljestvica (simbol °F)  koju je 1724. godine osmislio njemački fizičar Daniel Gabriel Fahrenheit.